# Temelucha noveboracensis
Temelucha noveboracensis är en stekelart som beskrevs av Dasch 1979. Temelucha noveboracensis ingår i släktet Temelucha och familjen brokparasitsteklar. Inga underarter finns listade i Catalogue of Life.